# 平間寺
35°32′02″N 139°43′44″E / 35.534°N 139.729°E

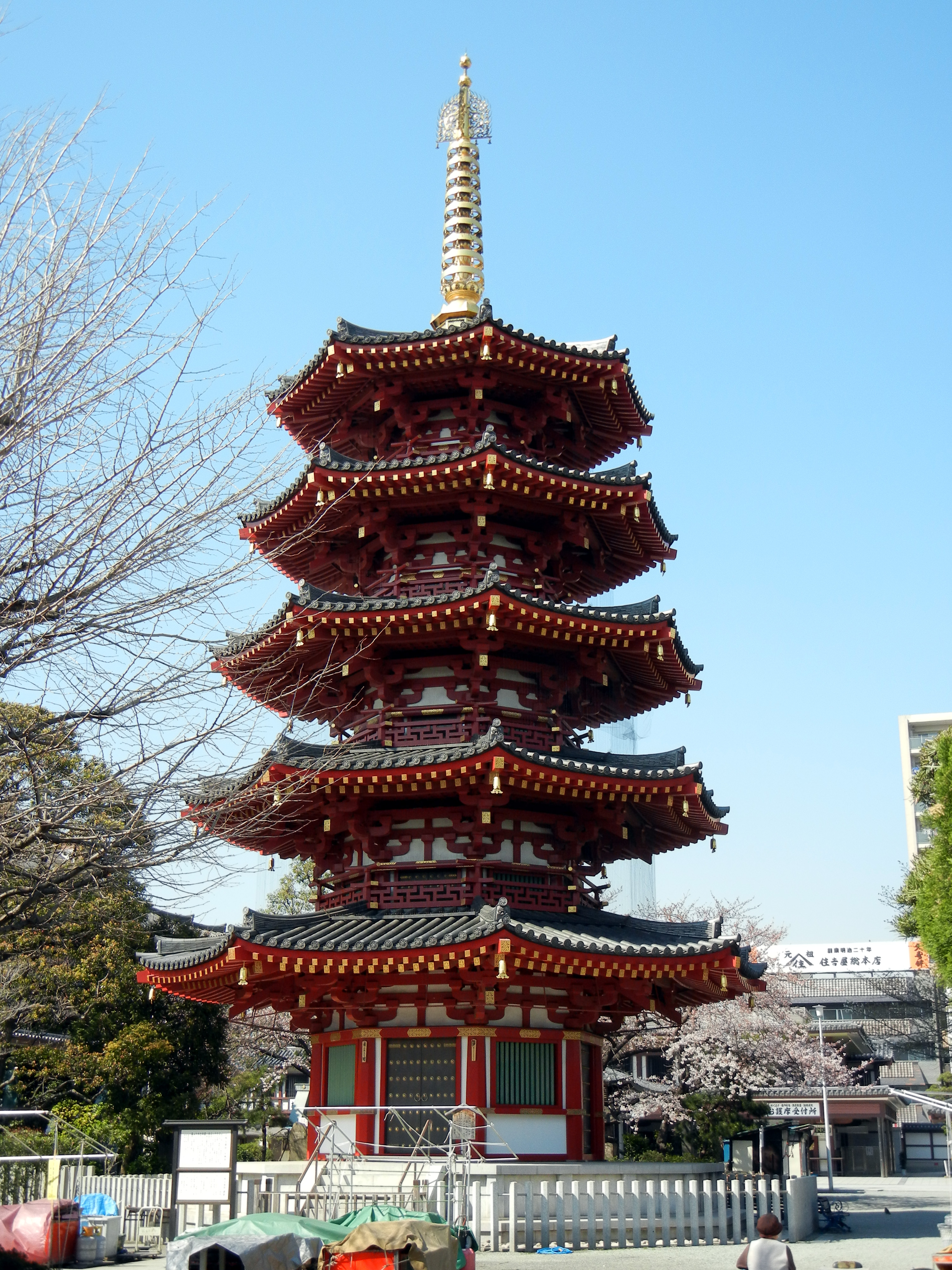
五重塔

平間寺（日语：／ heikenji */?）是位於日本神奈川縣川崎市的佛寺，為真言宗智山派的大本山，山號金剛山，院號為金乘院，但通常以其通稱川崎大師（／ kawasaki daishi）較為人熟知。平間寺是日本全國初詣（新年寺社參拜）來客最多的寺院之一，以祈求消災解厄、住家與交通安全靈驗著稱，因此又有厄除弘法大師的別稱。
平間寺是由來自尾張國的平間兼乘建立。相傳平間因在家鄉受到不白之冤而避走他鄉，落腳川崎打漁為生。有天他他在夢中受到高僧指點，醒來後到海邊撒網從海中撈出一尊弘法大師的神像，並在海邊建了一座小廟祭拜這尊神像。1128年（大治3年）時，來自高野山的高僧尊賢上人在周遊諸國的途中來到平間建立的小廟，覺得這尊弘法大師的神像頗為不可思議，因此正式開山設寺，並以平間的姓氏替寺院命名，成為第一代的住持。
平間寺經常和高尾山藥王院、成田山新勝寺並稱真言宗智山派之關東三大本山，而其總本山則是位於京都東山七條的智積院。

## 外部連結
- 川崎大師 （页面存档备份，存于）